# François de Schaetzen
François Joseph Oscar Marie de Schaetzen, ook genaamd Frantz de Schaetzen (Tongeren, 10 oktober 1875 - 16 september 1956), was een Belgisch volksvertegenwoordiger en burgemeester.

## Levensloop
Frantz de Schaetzen was de achtste van de twaalf kinderen van volksvertegenwoordiger Oscar de Schaetzen. Hij trouwde met Maria Roelants (1879-1960). Ze kregen drie zoons, met talrijke nakomelingen. Ridder de Schaetzen verkreeg in 1929 de baronstitel, overdraagbaar bij eerstgeboorte.
Gepromoveerd tot doctor in de rechten aan de Universiteit Luik, werd hij arrondissementscommissaris.
Hij werd gemeentelijk actief. Van 1908 tot 1911 was hij gemeenteraadslid van Tongeren. Hij verhuisde toen naar het kasteel Scherpenberg in Nerem, geërfd van de familie de Corswarem. Hij werd er in 1912 gemeenteraadslid en in 1924 burgemeester. Van 1904 tot 1911 was hij ook provincieraadslid.
In 1911 werd hij verkozen tot katholiek volksvertegenwoordiger voor het arrondissement Tongeren-Maaseik en behield dit mandaat tot in 1929.